# Koneba (woreda)
Koneba je jedna od 31 worede u regiji Afar u Etiopiji. Predstavlja dio Upravne zone 2. Predstavlja okrug trokutastog oblika smješten u podnožju istočne strmine Etiopske visoravni. Graniči na zapadu s regijom Tigraj, na sjeveru s Dallolom, na istoku s Berahleom, na sjeveru s Dallolom, a na sjeveroistoku s Eritrejom. Glavno naselje je Koneba.
Prema podacima objavljenim od Središnje statističke agencije u 2005. godini, ova woreda je imala procijenjenih 46.149 stanovnika, od čega 20.642 muškaraca i 25.507 žena; 1.209 ili 2,62 % stanovništva živi u gradu, što je manje od prosjeka Zone koji iznosi 2,7%. Ne postoje informacije o površini Konebe, pa se ne može izračunati gustoća stanovništva.